# 개혁신학자 목록

### 개혁신학자들
16세기 종교개혁이후 로마 가톨릭교회로부터 분리한 루터파와 특별히 1529년 츠빙글리와 루터의 성만찬 논쟁을 한 말버그회의 이후에 다른 프로테스탄트 종교개혁자들로서 개혁했던 신학자들의 명단이다.
- 장 칼뱅, 츠빙글리, 하인리히 불링거
- 베자, 존 녹스
- 다네우스, 앙트완 드 샹디유, 윌리엄 퍼킨스, 아만두스 폴라누스, 프란시스 고마루스, 제롬 잔키우스
- 윌리엄 에임스, 기스베르투스 푸티우스, 요하네스 코케이우스, 프란시스 뚤레틴
- 존 낙스, 앤드류 멜빌, 윌리엄 휘태커, 왈터 트래버스, 로버트 롤록
- 제임스 어셔, 알렉산더 핸더슨, 새뮤얼 러더포드, 토마스 굿윈, 토마스 브룩스,  조지 길레스피, 존 오언
- 카알 바르트, 에밀 브루너, 오토 웨버, 빌헬름 H. 노이저, 몰트만, 오피츠
- 아브라함 카이퍼, 헤르만 바빙크, 발렌떼인 헤프, 베르까우어, 페인호프(J. Veenhof), 아트 판 에흐몬트, 브링크만, 판 더 베이크, 프롬, 판 데어 꼬이, 헤르만 리델보스, 판 스파이커,  헤르만 셀더르하위스, 코넬리우스 반틸
- 요한 하인즈, 헨드릭 G. 스토커, 콘라드 베스마르, 존 드 구루취, 데이비드 보쉬
- B. B. Keet, F. J. M. Potgieter, J. W. D. Jonker, A. König
- L. F. Schulze, A D. Pont,  V. E. D'Assonville,  L. Floor
- 찰스 핫지, A.A. 핫지, 조나단 에드워즈, 워필드, 게할더스 보스, 조지 휫필드
- 메이쳔, 반틸, 존 머레이, 윌리엄 에드거, 존 헤셀링크, 리처드 C. 갬블, 녹스 챔블린, 토머스 보스턴,
- 윌리암 A. 밴게메렌, 루이스 벌코프, 안토니 후크마,
- 존 프레임, 마이클 호턴 (신학자), R. 스콧 클라크, 리차드 멀러, 데이비드 F. 라이트, R.C 스프로울, D.A 카슨, 헤르만 J. 셀더하위스, 싱클레어 퍼거슨, 존 페스코, 팀 체스터, 조엘 비키, 폴 스몰리, 그레고리 빌, 가이 워터스, 패트릭 슈라이너, 캐빈 드영, 토머스 슈라이너

### 한국의 개혁신학자 목록
- 박형룡, 한상동, 박윤선, 김치선, 배제민, 오병세, 신복윤, 이근삼 (신학자), 한철하, 이상근, 김명도, 김홍전, 명신홍
- 김영재, 윤영탁, 황성철, 김의환, 허순길, 이종윤, 박형용, 박아론
- 정성구, 조석만, 최순직, 김의환, 서철원, 이승미, 조덕영,
- 조봉근, 정일웅, 김길성, 송인규, 오덕교, 최홍석, 홍치모, 김영한, 방선기,
- 안명준, 김재성, 이승구, 최윤배, 이은선, 임영효, 김윤태, 주도홍, 장훈태, 박해경, 하승무, 이경직 (신학자)
- 조덕영, 박찬호, 윤철호, 안인섭, 문병호, 유정선, 안상혁, 김영호, 박태현, 박덕준, 이승진, 김병훈 (신학자), 박상봉, 송영목, 권해생, 박윤만, 양신혜, 박재은, 박용규, 이동영, 김진수, 김효남, 한병수, 조병수, 박성일, 이남규, 권호, 이동열, 현창학, 성주진, 이복우, 김성수

## 같이 보기
- 한국의 목회자 목록
- 기독교신학자
- 한국의 신학자 목록
- 21세기 칼빈주의자 및 개혁주의 신학자 106인